# Telmen járás
Telmen járás (mongol nyelven: Тэлмэн сум) Mongólia Dzavhan tartományának egyik járása. Területe 3400 km². Népessége 2820 fő.
Székhelye Övögdí (Өвөгдий), mely 122 km-re északkelere fekszik Uliasztaj tartományi székhelytől.